# Havnarkórið
Das Havnarkórið [ˈhaunaɹˌkɔuɹɪ] (färöisch für: der Tórshavner Chor) ist ein 1966 in Tórshavn (Färöer) gegründeter Chor.
Das umfangreiche Repertoire des Chores reicht vom Barock bis zu zeitgenössischer färöischer Musik. Als Spezialität demonstriert der Chor auch färöische Kettentänze, die bis ins Mittelalter zurückreichen.
Gegründet wurde der Chor zunächst als Radiochor von Útvarp Føroya. Internationale Konzertreisen machten den Havnarkorið auch über die Grenzen Dänemarks hinaus bekannt. Ein herausragendes Ereignis im Konzertleben des Chores war der Auftritt in der New Yorker Carnegie Hall im Jahre 2004.
Geleitet wird der Chor seit seiner Gründung von Ólavur Hátún.
Die renommierte färöische Sängerin Eivør Pálsdóttir hat den Chor bereits als Solistin begleitet.

## Diskografie
- 1987 – Blátt. Tutl FKT 1 (auch als LP)